# Wendy Morton
Wendy Morton (North Yorkshire, 1967. november 9. –) brit politikus, a Konzervatív Párt tagja, 2022 szeptembere és októbere között az alsóház főwhipje és a kincstár parlamenti államtitkára volt. 2015 óta Aldridge-Brownhills választókerületet képviseli.
Morton 2018 és 2019 között Theresa May kabinetjében kormánywhip helyettesként dolgozott. Miután 2019 júliusában Boris Johnson miniszterelnök lett, Mortont kinevezték parlamenti igazságügyi helyettes-miniszternek. 2021 decemberétől közlekedésért felelős parlamenti miniszterhelyettesként munkálkodott; 2022 februárjában ugyanazon minisztérium államminiszterévé léptették elő. Johnson lemondását követően, a Truss-kormány főwhipjeként szolgált, ezen pozíciójáról 2022. október 25-én mondott le.

## Fordítás
Ez a szócikk részben vagy egészben  a   Wendy Morton című angol Wikipédia-szócikk ezen változatának fordításán alapul.  Az eredeti cikk szerkesztőit annak laptörténete sorolja fel. Ez a jelzés csupán a megfogalmazás eredetét és a szerzői jogokat jelzi, nem szolgál a cikkben szereplő információk forrásmegjelöléseként.